# Myrmarachne macrognatha
Myrmarachne macrognatha là một loài nhện trong họ Salticidae.
Loài này thuộc chi Myrmarachne. Myrmarachne macrognatha được Tord Tamerlan Teodor Thorell miêu tả năm 1894.